# Sushi Girl
Sushi Girl ist ein amerikanischer Kriminalthriller aus dem Jahr 2012. Regie führte Kern Saxton.

## Handlung
Fish kommt nach sechs Jahren aus dem Knast, wohin ihn ein missglückter Diamantenraub gebracht hat. Obwohl er während der Befragung durch die Polizei seine Mittäter gedeckt hat, wird er am Gefängnistor abgeholt und zu einem Treffen mit ihnen gezwungen. Duke, der brutale Kopf der Bande, lädt alle Beteiligten am Raubüberfall zu einem Dinner, um den Verbleib der verschwundenen Beute zu ergründen. Die weiteren Gäste (der schmierige Crow, der kokainsüchtige Francis und der gewaltbereite Biker Max) erhoffen sich ihren Anteil an den Diamanten.
Inmitten des Raumes ist ein Sushi-Buffet auf dem Körper einer jungen nackten Frau aufgetischt. Diese muss gezwungenermaßen das komplette Gespräch mit anhören. Da Fish die Beute zuletzt hatte, beschließen die anderen, ihn an einen Stuhl zu fesseln und zu foltern.
In mehreren Rückblicken wird erzählt, wie der Diamantenraub aufgrund eines Autounfalls missglückte. Der Fahrer des Wagens, mit dem die Bande kollidierte, wollte den Opfern helfen und wurde prompt von Duke erschossen. Während die anderen Mitglieder zu Fuß flüchten konnten, wurde Fish gefasst. Die Diamanten verlor er am Unfallort.
Nach grausamer Folter ist Fish bereit zu reden. Während seiner Erklärung verliert Max die Fassung und tötet ihn im Affekt. Es kommt innerhalb der Gruppe zu Schuldzuweisungen und die Lage eskaliert. Nach einem Mexican Standoff leben nur noch Duke und das nackte Sushi Girl.
Das letzte Stück Kugelfisch-Sushi, das die Vulva des Mädchens bedeckt, ist durch absichtlich falsches Aufschneiden für den Menschen tödlich. Duke nimmt es zu sich und wird vom Gift des Fisches langsam gelähmt. Nun wird ihm klar, dass das Sushi Girl alles geplant hat. Sie war die Beifahrerin des anderen Unfallwagens und wurde hilflos und unbemerkt Zeugin der Ermordung ihres Geliebten. Nachdem die Bande geflohen war, entdeckte sie die Diamanten und hat seitdem ihre Rache geplant.
Sie tötet Duke mit einem Kopfschuss.

## Trivia
- Der Film weist viele Parallelen zu Quentin Tarantinos Reservoir Dogs auf. Beide Filme sind Kammerspiele in einem einzigen Raum und behandeln die Konsequenzen eines missglückten Raubüberfalls. Weitere Parallelen sind der Mexican Standoff am Ende und der fehlgeschlagene Versuch eines Bandenmitglieds, mit der Polizei zu kooperieren.
- Danny Trejo hat einen Cameo-Auftritt als Wächter des überfallenen Diamantenhändlers, welcher von Jeff Fahey gespielt wird. Als Anspielung auf Machete ist er auch hier mit einem Buschmesser bewaffnet. Fahey spielt in Machete den Gegenspieler Trejos.
- Sonny Chiba ist in einer Nebenrolle als Sushi-Koch zu sehen.

## Kritiken
„In Form und Aufbau an Tarantino angelegter Crime-Thriller mit einem exzellenten Ensemble. Großartig: Mark Hamill als überdreht verrückter Crow.“

„Wenig origineller Kammerspiel-Abklatsch von Tarantinos ‘Reservoir Dogs’. Ein Hingucker ist die nackte Titelheldin (Cortney Palm), die als menschliches Buffet 80 Minuten nichts sagt. Fazit: Effektives, aber ideenarmes Folterkino.“